# Annoselix dolosa
Annoselix dolosa är en snäckart som beskrevs av Tom Iredale 1939. Annoselix dolosa ingår i släktet Annoselix och familjen Charopidae. Inga underarter finns listade i Catalogue of Life.